# اسلام‌آباد هور
اسلام‌آباد هور، روستایی در دهستان هور بخش هور، شهرستان فاریاب در استان کرمان ایران است.

## جمعیت
بر پایه سرشماری عمومی نفوس و مسکن در سال ۱۳۹۵، جمعیت این روستا برابر با ۵۵۶ نفر (۱۵۳ خانوار) بوده‌است.